# Wafel krzemowy

Produkcja monokryształów krzemu metodą Czochralskiego

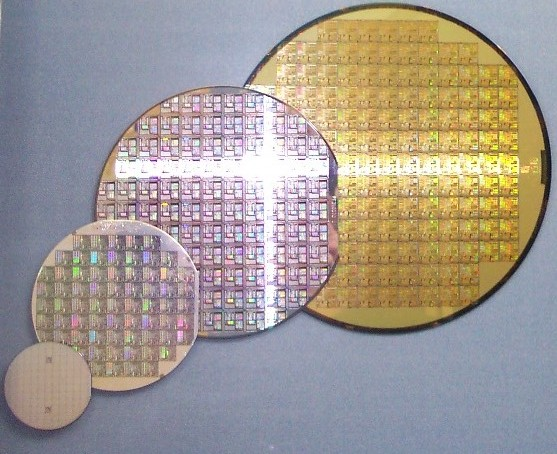
Wafel 2-, 4-, 6- i 8-calowy

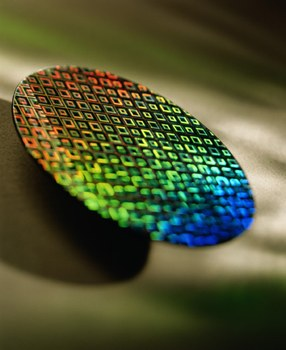
Wafel krzemowy po obróbce mikroelektronicznej

Wafel krzemowy, płytka krzemowa, podłoże krzemowe, plaster krzemowy – cienka płytka monokrystalicznego krzemu, używana do wytwarzania przyrządów półprzewodnikowych, ogniw słonecznych oraz mikroukładów elektromechanicznych.
Wafel uzyskuje się przez cięcie krystalicznego krzemu, jest podstawowym elementem wyjściowym w mikroelektronice. W celu uzyskania z niego elementów półprzewodnikowych poddawany jest różnym procesom technologicznym, między innymi domieszkowaniu, implementacji jonów i fotolitografii.

## Tworzenie wafla krzemowego
Walce do produkcji wafli uzyskuje się poprzez krystalizację stopionego krzemu, zazwyczaj metodą Czochralskiego. Walce bardzo czystego (99,9999%), niemal wolnego od defektów, krystalicznego krzemu. Walec krzemowy tnie się na warstwy za pomocą diamentowej piły drutowej, uzyskane płytki są polerowane do osiągnięcia idealnej gładkości, jeśli przeznaczone są do układów scalonych, albo fakturowane, jeżeli mają być używane do budowy ogniw słonecznych. Wafle ogniwowe przycinane są w  kwadraty ze ścięciami przy wierzchołkach o boku 100–200 mm i grubości 200–300 μm; w przyszłości standardem ma być grubość 160 μm. W elektronice używa się wafli o średnicy 100–300 mm, a w niedalekiej przyszłości nawet 450 mm.
Tak uzyskany wafel może być następnie domieszkowany celem uzyskania pożądanych właściwości elektrycznych.

## Procesy obróbki wafli
Wafle są czyszczone przy użyciu słabego kwasu w celu usunięcia zbędnych cząsteczek lub naprawienia uszkodzeń powstałych podczas przecinania. W przypadku ogniw słonecznych są one następnie fakturowane dla wytworzenia nierównej powierzchni, aby zwiększyć ich efektywność. W końcu podczas wytrawiania jest usuwane szkło fosforowo-krzemowe, które tworzy się na brzegach wafli podczas procesu krystalizacji. Jeśli mają być one użyte jako podłoże dla układów scalonych, to płytki są polerowane, a następnie poddawane procesowi nanoszenia struktury układu scalonego (zwykle za pomocą fotolitografii).

## Charakterystyka wafli

### Typowe rozmiary
Wafle krzemowe są dostępne w zakresie rozmiarów od 25,4 mm (jeden cal) do 300 mm (11,8 cala). Fabryki półprzewodników są często charakteryzowane przez rozmiary wafli, jakie są w stanie wyprodukować. Ciągłe zwiększanie rozmiarów zwiększa efektywność i redukuje koszty produkcji. Obecnie za standard przyjmuje się 300 mm; następnym przewidywanym standardem jest 450 mm.
27 sierpnia 2011, z kapitałem 4,4 mld dolarów, Intel, TSMC, Samsung, IBM i GlobalFoundries stworzyły konsorcjum, aby wspólnie ponieść ogromne koszty opracowania nowej technologii. W styczniu 2013 Intel zaprezentował pierwszy wafel krzemowy o średnicy 450 mm, lecz już rok później oświadczył, że będzie (ze względu na kryzys w branży komputerowej) stosować wafle 300 mm aż do 2023 roku. Najnowszą technologię wprowadzi dopiero wraz z litografią EUV i procesem wytwórczym 7 nm, mimo że pierwsza fabryka Fab42 została zbudowana już w roku 2014.
Kolejno stosowane rozmiary wafli:
- 1 cal
- 2 cale (50,8 mm), grubość 275 µm
- 3 cale (76,2 mm), grubość 375 µm
- 4 cale (100 mm), grubość 525 µm
- 5 cali (127 mm) lub 125 mm (4,9 cala), grubość 625 µm
- 150 mm (5,9 cala, zwykle nazywany 6-calowym), grubość 675 µm
- 200 mm (7,9 cala, zwykle nazywany 8-calowym), grubość 725 µm
- 300 mm (11,8 cala, zwykle nazywany 12-calowym), grubość 775 µm
- 450 mm (18 cali), grubość 925 µm (oczekiwana)[12].